# Microchilus trianae
Microchilus trianae är en orkidéart som beskrevs av Paul Ormerod. Microchilus trianae ingår i släktet Microchilus och familjen orkidéer. Inga underarter finns listade i Catalogue of Life.